# Sayuri Ōsuga

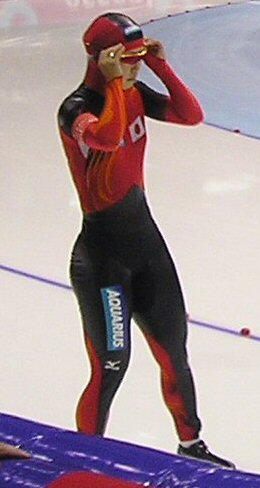
Sayuri Ōsuga, 2006

Sayuri Ōsuga (jap. 大菅 小百合, Ōsuga Sayuri; * 27. Oktober 1980 in Shibetsu) ist eine japanische Eisschnellläuferin und Radsprinterin. Sie ist auf die Sprintstrecken spezialisiert. Sie ist 1,63 m groß, wiegt ca. 60 kg und hat ca. 60 cm dicke Oberschenkel.
Sayuri Ōsuga stellte in der Saison 1999/2000 acht Juniorenweltrekorde über 500 und 100 Meter sowie im Sprintmehrkampf auf. Ihr Weltcupdebüt gab sie schon in der Saison zuvor, doch erst in ihrer zweiten Saison konnte sie erstmals die Top-10-Plätze erreichen. In den folgenden Jahren gewann sie fünf Weltcuprennen über 100 und 500 Meter und platzierte sich insgesamt 16 mal unter den ersten Drei. Sie gewann einmal die Endwertung des World Cup über 100 und wurde einmal Dritte in der Endwertung über 500 Meter. Bei den Einzelstreckenweltmeisterschaften platzierte sie sich sechsmal unter den ersten Zehn. Dreimal – zuletzt 2006 – war sie japanische Meisterin. Bei den Olympischen Spielen 2002 kam sie weder über 500 noch über 1000 Meter unter die zehn besten. Vier Jahre später in Turin erreichte sie über 500 Meter den achten Rang. Bei den Olympischen Spielen 2004 trat sie im Radsprint (Zeitfahren) über 500 Meter an und wurde Zehnte. Sie hält auf den 500-Meter-Strecken beim Eisschnelllauf und im Radsprint die japanischen Rekorde. Sie ist eine professionelle Eisschnellläuferin und fährt seit 2006 für ihren japanischen Sponsor Daiwa House Ltd. In der Saison 2006/2007 wurde sie Vierte in der Weltcup-Gesamtwertung über 500 m und Dritte in der Einzelstrecken-WM über 500 Meter.